# Grimbergen
Grimbergen è un comune belga di 34 320 abitanti nelle Fiandre (Brabante Fiammingo).

## Monumenti e luoghi d'interesse

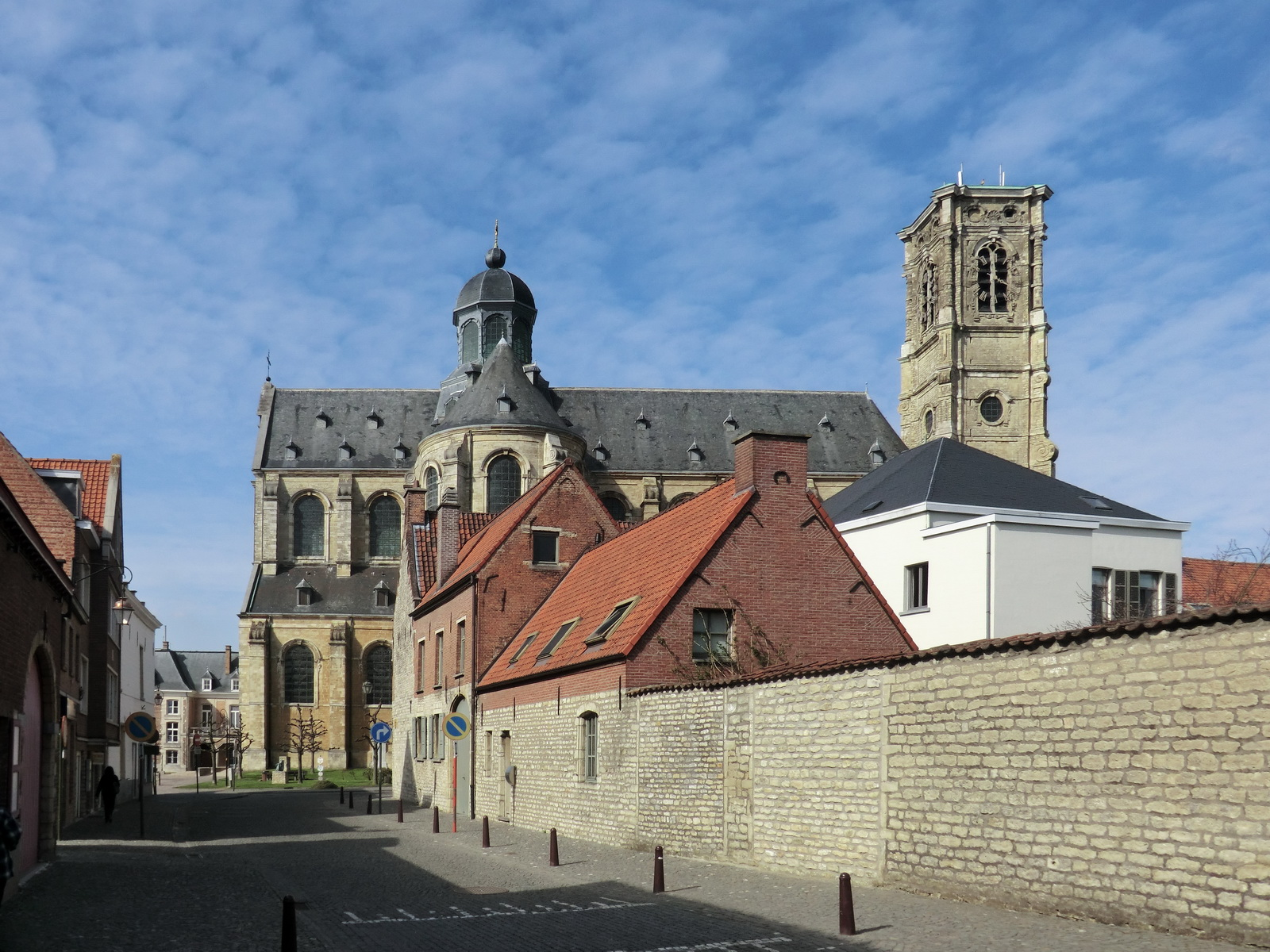
La Chiesa abbaziale.

- Abbazia di Grimbergen. Grande complesso monastico premostratense di cui la chiesa venne rifatta a partire dal 1660. Conserva un notevole mobilio costituito da confessionali e stalli del coro, opere di Verbruggen.